# Neophilaenus minor
Neophilaenus minor is een halfvleugelig insect uit de familie Aphrophoridae. De wetenschappelijke naam van deze soort werd voor het eerst geldig gepubliceerd in 1868 door Carl Ludwig Kirschbaum.